# /e/
/e/은 안드로이드 계열의 모바일 운영 체제이다. 프랑스 출신 프로그래머인 가엘 듀발을 중심으로 설립된 /e/ Foundation에서 개발하였으며, 커스텀 펌웨어 형태로 설치하여 사용한다. 리니지OS의 포크(fork) 기반이다. 주 목적은 구글의 의존도가 탈피된 안드로이드를 개발함으로서, 개인정보를 무단으로 수집하는 구글의 행보를 막아내고, 이러한 개인정보를 보호하기 위해서 개발되었다고 한다.

## 구조

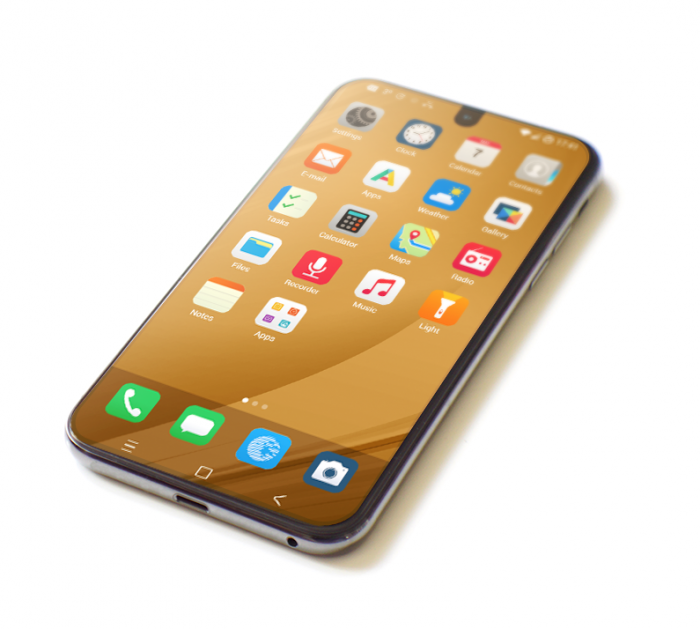
/e/가 설치된 모습

/e/의 주 구조는 리니지OS를 기반이다. 그러나 구글 의존도를 제거한 안드로이드라는 목적 때문에, 설치된 앱은 구글 앱스를 비롯한 구글에서 만들어진 각종 시스템 앱까지 구글이 개발한 앱은 전부 사용하지 않는다.
그럼에도 많은 사용자를 끌어들이기 위해서는 구글 플레이 스토어에서 볼법한 앱을 /e/ 자체 스토어에서도 다운받아 설치하여 원활하게 사용할 수 있게끔 할 필요가 있는데, 이를 위해서 구글 플레이 서비스를 오픈 소스로 구현하여 개발된 MicroG를 기본 시스템 앱으로 탑제하였고, 위치 서비스는 Mozilla 위치 서비스를 사용하여, 구글 플레이 앱이 구글 앱 없이도 원할하게 돌릴 수 있게끔 구현시켰다.
다만, 일부 /e/ 응용 프로그램 및 소스, 자체 지도 앱, 자체 개인정보 보호앱은 오픈 소스로 풀린 것은 아니다. 게다가 일부 장치의 소스는 오픈 소스가 아닌 점도 존재한다.

## 같이 보기
- 구글에 대한 비판
- 커스텀 안드로이드 배포판 목록